# Mozaikszók listája: M
Ezen a lapon az M betűvel kezdődő mozaikszók ábécé rend szerinti listája található. A kis- és nagybetűk nem különböznek a besorolás szempontjából.

## Lista: M
1. MAC – Magyar Atlétikai Club
2. MAD – Mutually Assured Destruction (kölcsönös pusztulás elmélete)
3. MAFC – Műegyetemi Atlétikai és Football Club
4. MAFIHE – Magyar Fizikushallgatók Egyesülete
5. MAFK – Magyarországi Amerikai Futball csapatok Kupája
6. MAFL – Magyarországi Amerikai Futballcsapatok Ligája
7. MAFSZ – Magyarországi Amerikai Football Csapatok Szövetsége
8. Mahart – Magyar Hajózási Részvénytársaság
9. Mahasz – Magyar Hanglemezkiadók Szövetsége
10. Malév – Magyar Légiközlekedési V'állalat (Részvénytársaság)
11. MAN – Metropolitan Area Network
12. MAORT – Magyar–Amerikai Olajipari Részvénytársaság
13. Matáv – Magyar TávközlésiV'állalat
14. MÁV – Magyar Államvasutak
15. MBB – Management by Breakthrough
16. MCSE – Magyar Csillagászati Egyesület
17. MDF – Magyar Demokrata Fórum
18. MDI – Multiple Document Interface (többdokumentumos felhasználói felület)
19. MDP – Magyar Dolgozók Pártja
20. ME – Miskolci Egyetem
21. MEE – Magyarországi Evangélikus Egyház
22. MÉH - Melléktermék és Hulladékhasznosító Vállalat
23. MEK – Magyar Elektronikus Könyvtár
24. MEOE - Magyar Ebtenyésztők Országos Egyesülete
25. MFB
  - Magyar Fejlesztési Bank
  - Mozdonyfedélzeti berendezés
26. MFD – Master File Directory
27. MHSZ
  - A magyar helyesírás szabályai
  - Magyar Honvédelmi Szövetség
28. MI – mesterséges intelligencia
29. MIÉP – Magyar Igazság és Élet Pártja
30. Mihő – Miskolci Hőszolgáltató
31. MIRV – Multiple Independently targetable Reentry Vehicle (önállóan célra irányítható robbanófej)
32. MIVÍZ – Miskolci Vízművek
33. MKB – Magyar Külkereskedelmi Bank Rt.
34. MKE
  - Magyar Képzőművészeti Egyetem
  - Magyar Kémikusok Egyesülete
35. MKFE – Magyar Közúti Fuvarozók Egyesülete
36. MKKE
  - Marx Károly Közgazdaságtudományi Egyetem
  - Magyar Könyvkiadók és Könyvterjesztők Egyesülése
37. MKKP – Magyar Kétfarkú Kutya Párt
38. MKP
  - Magyar Koalíció Pártja (Szlovákia)
  - Magyar Kommunista Párt
39. MLSZ – Magyar Labdarúgó-szövetség
40. MMS – Multimedia Messaging Service (Multimédiás Üzenet Szolgáltatás)
41. MNB – Magyar Nemzeti Bank
42. MNO – Magyar Nemzet Online
43. MOB – Magyar Olimpiai Bizottság
44. MOL
  - Magyar Olajipari Rt.
  - Magyar Országos Levéltár
45. MOME – Moholy-Nagy Művészeti Egyetem
46. Moszad – Ha-Mosad le-Modi'in u-le-Tafkidim Meyuhadim
47. MP – Military Police
48. MPANNI – Mozgássérültek Pető András Nevelőkéző és Nevelőintézete
49. MSIE – lásd: IE
50. MSS
  - Multispectral Scanner System (MSS)
  - Maximum Segment Size (MSS)
51. MSZ – magyar szabvány
52. MSZBT - Magyar–Szovjet Baráti Társaság
53. MSZMP – Magyar Szocialista Munkáspárt
54. MSZOSZ – Magyar Szakszervezetek Országos Szövetsége
55. MSZP – Magyar Szocialista Párt
56. MTA – Magyar Tudományos Akadémia
57. MTBF – Mean Time Between Failures (átlagos idő meghibásodások között)
58. MTF – Magyar Táncművészeti Főiskola
59. MTI – Magyar Távirati Iroda
60. MTK – Magyar Testgyakorlók Köre
61. MTT - Multi-troop Transport (sokszemélyes csapatszállító jármű, Csillagok háborúja)
62. MTK VM – Magyar Testgyakorlók Köre, Vörös Meteor
63. Mtoe – millió tonna olaj egyenérték
64. MTV
  - Magyar Televízió
  - Music Television
65. MÚE – Magyar Úszó Egyesület
66. MÚK – Magyar Újságírók Közössége
67. MÚOSZ – Magyar Újságírók Országos Szövetsége
68. MÜTF – Modern Üzleti Tudományok Főiskolája
69. MVK – Miskolc Városi Közlekedési Részvénytársaság (azelőtt MKV, vállalat)
70. MVM – Magyar Villamos Művek
71. MVSC – Miskolci Vasutas Sport Club
72. MVSZ – Magyarok Világszövetsége